# Simone Fischer-Hübner
Simone Fischer-Hübner, född 1963 i Lübeck, är expert på IT-säkerhet och personlig integritet och professor vid Institutionen för datavetenskap vid Karlstads universitet.  
Fischer-Hübner har varit medlem i cybersäkerhetsrådet vid MSB sedan 2011. 